# 球果葶苈
球果葶苈（学名：Draba glomerata）为十字花科葶苈属下的一个种。

## 扩展阅读
維基物種上的相關：球果葶苈